# 原住民主义 (拉丁美洲)
原住民主义（西班牙語：Indigenismo），又译土著主义，是一种在多个拉丁美洲国家存在的政治意识形态，它强调民族国家与原住民之间的关系。在当代的某些用法中，这一术语指的是通过全国性改革或区域性联盟，为拉丁美洲原住民在社会和政治上取得更大包容性。不论是哪种情况，原住民主义都致力于维护原住民的文化和语言的特性，主张原住民权利，并寻求对殖民国家和所在国政府过去错误行为的承认，甚至在某些情况下寻求赔偿。然而，一些历史人物，如何塞·马蒂，既被归类为原住民主义者，也被归类为西班牙主义者。